# Сетиф
Сетѝф (на арабски: سطيف) е град и община в Североизточен Алжир. Градът е административен център на област Сетиф.
Намира се на 1096 метра надморска височина и е сред най-студените места в Алжир. Често през зимата в града вали и сняг.
Населението на градската агломерация е 252 127 жители, а на общината е 288 461 души (преброяване, 14.04.2008).
Свързан е с железопътни линии, както и с главния национален път. Разположен е на около 300 километра от столицата град Алжир, на главния път Алжир - Константин. В града има университет.